# Uczep zwisły
Uczep zwisły (Bidens cernua L.) – gatunek rośliny jednorocznej z rodziny astrowatych. Jest szeroko rozprzestrzeniony w strefie umiarkowanej na półkuli północnej w Europie, Azji i Ameryce Północnej. W Polsce występuje pospolicie na całym niżu i w górach do regla dolnego.

## Morfologia

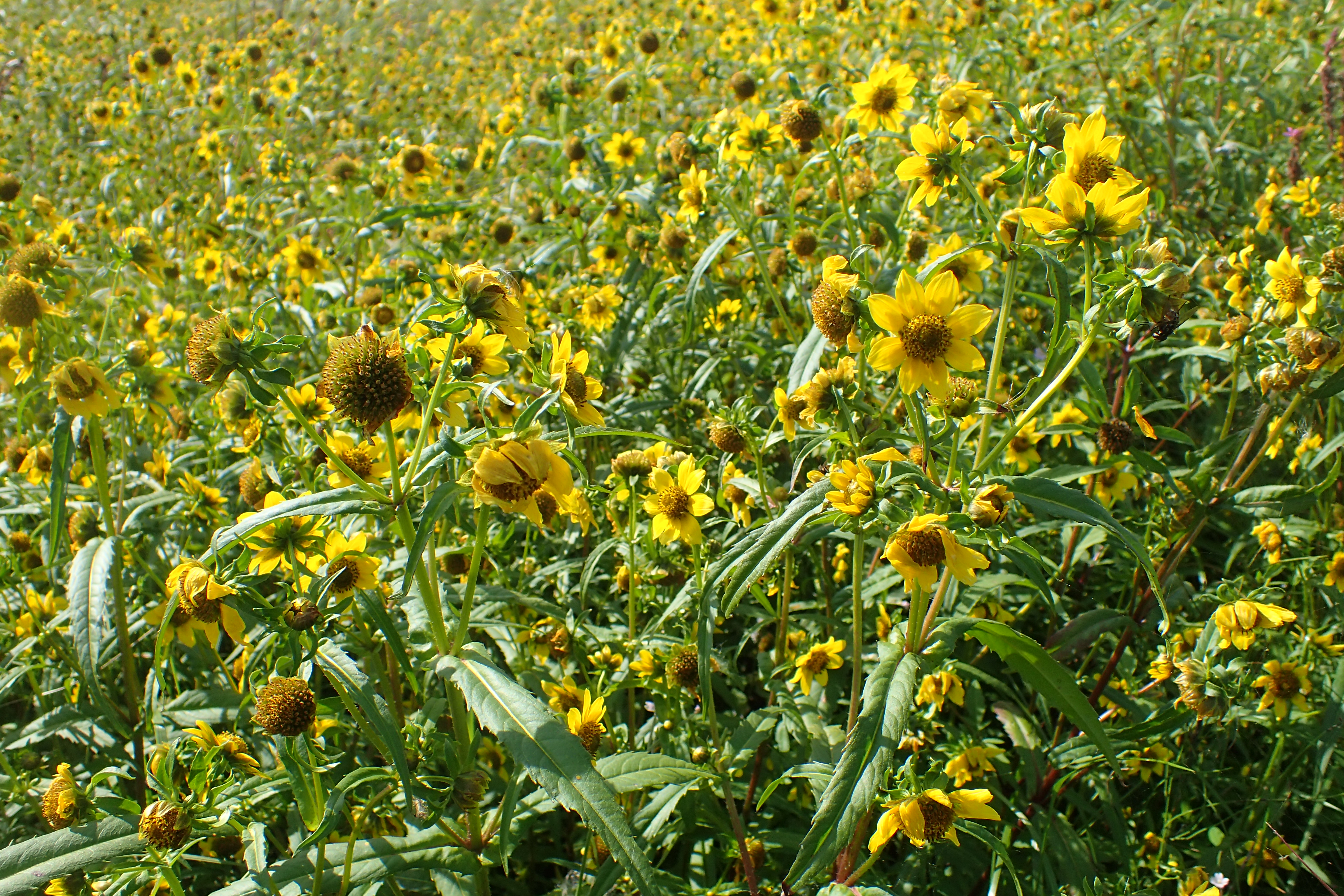
Pokrój

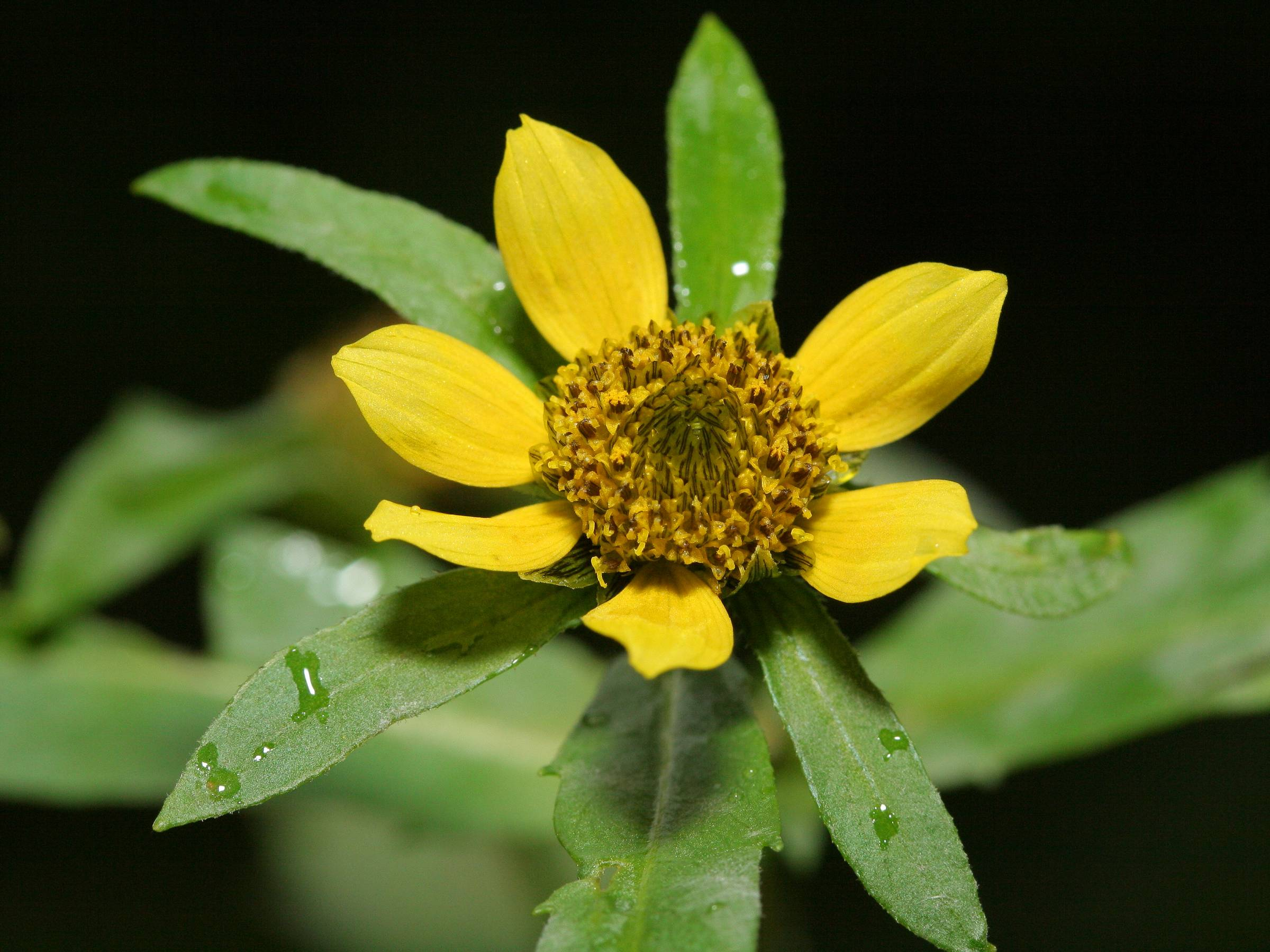
Kwiatostan

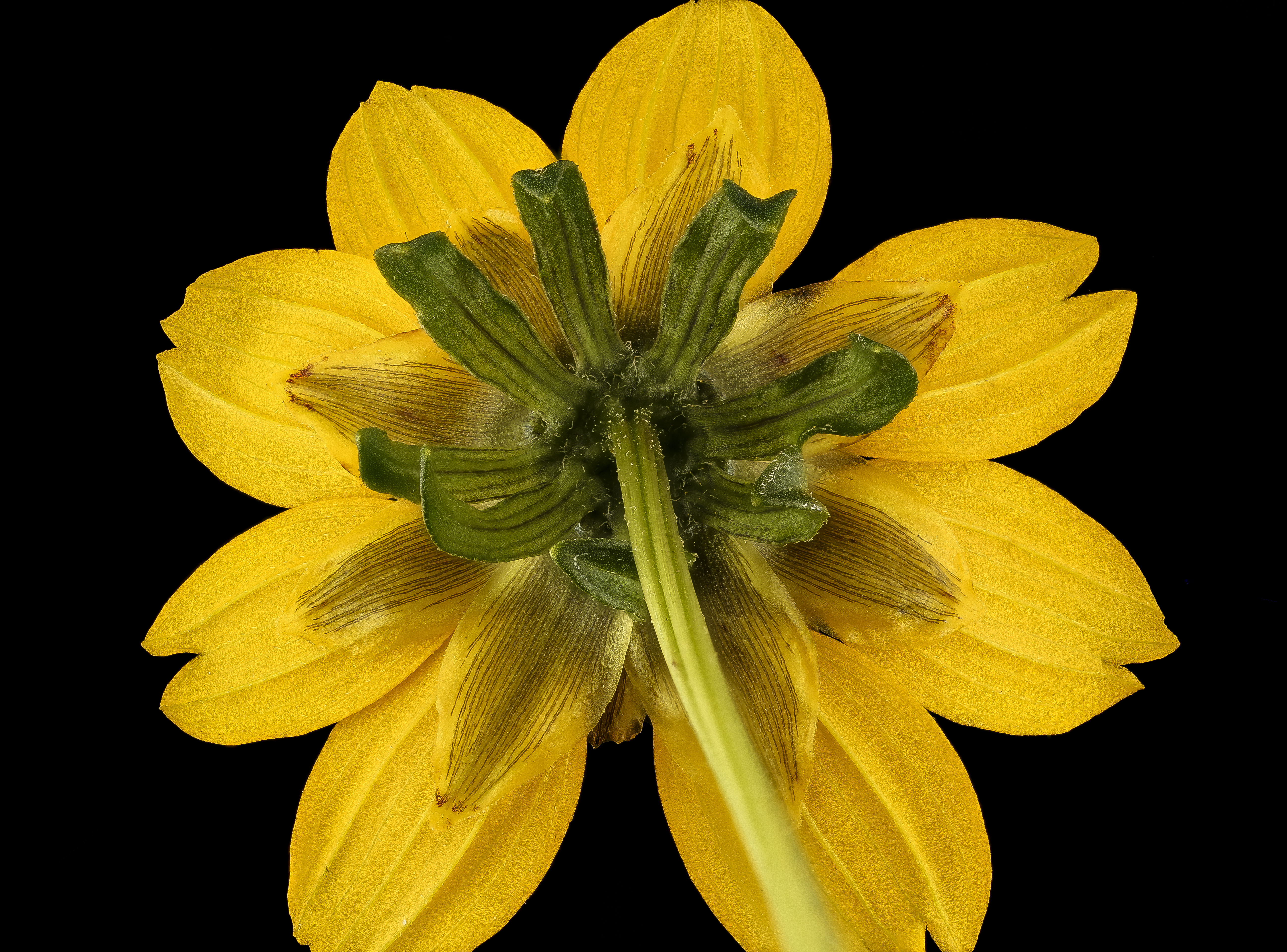
Okrywa koszyczka

ŁodygaŁodyga wzniesiona lub pokładająca się u nasady i wyżej wzniesiona. Osiąga wysokość do 90 cm. Jest zwykle nierozgałęziona lub słabo rozgałęziona w górnej części. Zwykle naga, ale bywa delikatnie owłosiona w górnej części. Delikatnie żeberkowana i często czerwono nabiegła.
LiścieNaprzeciwległe, siedzące i zrastające się nasadami. Blaszki lancetowate, o nasadzie klinowatej, wierzchołku zaostrzonym, na brzegu płytki i odlegle ząbkowane, z ząbkami skierowanymi ku wierzchołkowi liścia.
KwiatyZebrane w zwieszone koszyczki kwiatowe. Listki okrywy zewnętrznej w liczbie 5–8, osiągają do 2 cm długości i 0,5 cm szerokości, w czasie kwitnienia są rozpostarte, w czasie owocowania zwykle wzniesione. Okrywa wewnętrzna to 8 jajowatych i błoniastych listków, pomarańczowo zabarwionych na szczycie, osiągających do 9 mm długości. Na dnie koszyczka występują podobne do nich, choć węższe plewinki. Na brzegu koszyczka występują zwykle kwiaty języczkowate barwy złotożółtej w liczbie do 8, osiągające do 1,5 cm długości. Kwiaty rurkowate wewnątrz koszyczków są także żółte, ale drobne.
OwoceBardzo licznie powstające w koszyczkach (zwykle ponad 100) niełupki klinowatego kształtu – zwężające się ku nasadzie, do 6 mm długie i do 2 mm szerokie, o przekroju rombowatym (4-kanciaste), z 4 ościami. Ości i kanty owoców pokryte są haczykowatymi zadziorkami, poza tym powierzchnia owoców jest delikatnie prążkowana.
Gatunek podobnyInne gatunki uczepów w Europie Środkowej zwykle nie mają kwiatów języczkowatych, koszyczki mają wzniesione, liście albo podzielone, a jeśli niepodzielone to nie zrastające się nasadami.

## Biologia i ekologia
Roślina jednoroczna. Kwitnie od lipca do października. Kwiaty są przedprątne, zapylane przez błonkówki i muchówki. 
Występuje na brzegach wód – stawów, jezior, rowów, cieków wodnych, także na torfowiskach, wilgotnych łąkach, żwirowiskach, polach. W górach Europy Środkowej sięga do wysokości ok. 600 m n.p.m. W Chinach, gdzie rośnie w Himalajach rośnie do wysokości 2300 m n.p.m. Gatunek charakterystyczny związku Bidention tripartiti, ale częsty także w zbiorowiskach ze związku Nanocyperion flavescentis. Liczba chromosomów 2n = 24, 48.